# Alfred Hecker
Alfred Hecker (* 4. Februar 1869 in Elberfeld; † 3. November 1940 in Bonn) war ein deutscher Pflanzenbauwissenschaftler und Agrarmeteorologe. 

## Leben
Alfred Hecker besuchte das Gymnasium in Bonn, absolvierte eine zweijährige Ausbildung in landwirtschaftlichen Betrieben und studierte seit 1891 an der Landwirtschaftlichen Akademie in Bonn-Poppelsdorf. Ab dem Sommersemester 1896 war er an der Universität Heidelberg immatrikuliert. 1897 promovierte er dort in der Naturwissenschaftlich-Mathematischen Fakultät mit einer Dissertation über die rationelle Kultur des Leins.
Nach mehrjähriger Tätigkeit in der landwirtschaftlichen Praxis habilitierte sich Hecker 1910 an der Landwirtschaftlichen Akademie Bonn-Poppelsdorf, wo er bis 1933 – mit mehrjährigen Unterbrechungen – Vorlesungen hielt über landwirtschaftliche Klimalehre und Saatzucht. Pflanzenbauliche und agrarmeteorologische Beiträge publizierte er u. a. in der Zeitschrift "Landwirtschaftliche Jahrbücher".

## Publikationen (Auswahl)
- Ein Beitrag zur rationellen Kultur des Leins. Diss. naturwiss.-mathemat. Fak. Univ. Heidelberg 1897. Druckausgabe bei J. Harrwitz Nachf. Berlin 1897.
- Die gestrengen Herren (Beitrag zur Eisheiligenforschung im Landbau). In: Landwirtschaftliche Jahrbücher Bd. 37, 1908, S. 711–729.